# Marianne Heiberg
Marianne Heiberg (* 7. Dezember 1945 in Oslo; † 26. Dezember 2004) war eine norwegische Nahost-Expertin und Direktorin der  Niederlassung der UN-Organisation UNRWA, des Hilfswerks der Vereinten Nationen für Palästina-Flüchtlinge im Nahen Osten in Jerusalem.
Heiberg studierte Sozialwissenschaften an der Osloer Universität. Die Sozialanthropologin wurde an der London School of Economics mit einer Arbeit über das Entstehen der baskischen Nation promoviert.
Ihre berufliche Karriere begann sie in den 1980er Jahren am Norsk utanrikspolitisk institutt (NUPI), wo sie zur Nahostexpertin wurde. Zusammen mit ihrem späteren Ehemann und norwegischen Verteidigungs- und Außenminister Johan Jørgen Holst war sie maßgeblich am Oslo-Friedensprozess beteiligt.
1994 wurde sie mit dem Hessischen Friedenspreis ausgezeichnet.
Am zweiten Weihnachtstag 2004 erlag Marianne Heiberg einem Herzinfarkt.
Sie war die Schwester der Politikerin und Genetikerin Karin Stoltenberg.